# Videojoc de simulació de vehicles
Els jocs de simulació de vehicles són un gènere de videojocs que intenten proporcionar al jugador una interpretació realista de l'explotació de diversos tipus de vehicles. Això inclou automòbils, avions, embarcacions, naus espacials, vehicles militars i una varietat d'altres vehicles. El repte principal és dominar la conducció i dirigir el vehicle des de la perspectiva del pilot o el conductor, amb la majoria dels jocs afegint un altre desafiament com la competició o la lluita contra vehicles rivals. Els jocs es divideixen sovint en funció del realisme, amb alguns jocs que inclouen una física més realista i reptes com la gestió del combustible.

## Definició
Els jocs de simulació de vehicles permeten als jugadors conduir o volar un vehicle. Aquest vehicle pot assemblar-se a un real, o un vehicle de la imaginació del dissenyador del joc. Això inclou vehicles a l'aire, a terra, a l'aigua, o fins i tot a l'espai. Les diferents simulacions de vehicles poden implicar diversos objectius, com ara la competició, el combat o simplement l'experiència de conduir un vehicle. Aquests jocs normalment permeten al jugador experimentar l'acció des de la perspectiva visual del pilot o pilot. Encara que "els jocs de carreres sovint es venen en la categoria esportiva", Rollings i Adams argumenten que "des del punt de vista del disseny, realment pertanyen a ... simulacions de vehicles".

## Disseny del joc

### Objectius i reptes
Microsoft Flight Simulator se centra exclusivament en l'experiència de volar un avió, en contrast amb altres jocs amb missions i objectius.
El joc fonamental en la simulació de vehicles és el repte físic i tàctic de conduir un vehicle. El domini del control del vehicle és l'element que anima els jugadors a continuar jugant, fins i tot després de complir els objectius del joc. Els jugadors aprenen a utilitzar la velocitat i la direcció apropiades, i han d'evitar bloquejar-se observant indicacions sobre la rapidesa amb que van. Hi ha simulacions de vehicles on el jugador no té cap objectiu específic i només pot explorar i experimentar amb el vehicle. En absència de qualsevol competència, "algunes simulacions de vehicles no són jocs en absolut"
Però la majoria de les simulacions de vehicles impliquen alguna forma de competició o de carrera, amb un clar vencedor i perdedor. Alguns jocs afegeixen desafiaments especials com ara combat i eslalom. Molts tipus de jocs de conducció, incloent simuladors de vol militar i simuladors de curses, fan ús de curses i campanyes. Els jugadors han de completar pistes o missions diferents, i recopilar victòries i altres èxits basats en el seu rendiment.

### Realisme i física
El mercat dels simuladors de vehicles està "dividit entre els puristes i els jugadors casuals". S'ha creat una varietat de simuladors de vehicles per servir als dos mercats. Els puristes exigeixen una precisió total, mentre que els jugadors ocasionals estan menys preocupats per aquests detalls. Aquest nivell de precisió depèn de com s'implementen els danys, la física, el medi ambient, el clima i els controls. Per exemple, els simuladors de vol precisos vetllaran perquè el vehicle respongui lentament als seus controls, mentre que altres jocs tractaran l'avió més com un cotxe per simplificar el joc.
En els dos jocs de conducció i els simuladors de vol, els jugadors han esperat un alt grau de similitud on els vehicles s'escalfen a mides realistes. Aquests tipus de jocs solen utilitzar una escala de temps molt precisa, tot i que diversos simuladors de vol permeten als jugadors avançar ràpidament durant períodes on no hi ha res d'interès. En el cas de simulacions d'espai o de vehicles d'aigua, la física del joc tendeix a seguir les de simulacions de conducció i de vol.
Aquests jocs afegiran varietat tenint una varietat de vehicles amb diferents característiques de rendiment, com ara una velocitat més ràpida o ràpida. Molts jocs fan ús dels vehicles de la vida real, inclosos els vehicles militars o els cotxes dels principals fabricants d'automòbils.

### Rols sense conduir
Tot i que les simulacions de vehicles se centren en la conducció d'un vehicle, molts jocs impliquen funcions que no condueixen. Per a simulacions de carreres més detallades, el jugador pot exercir el paper d'un mecànic que repara o augmenta el seu vehicle. En els jocs amb un element de combat, això podria implicar l'equipatge d'una estació de combat independent en un vehicle més gran. Alguns jocs com ara The Finest Hour permeten als jugadors alternar entre pilotar el vehicle o manipular les cames de la cintura o la cua. El megafort permet als jugadors operar cinc estacions separades per combatre i gestionar el vehicle. Els jocs que fan ús del combat tenen modes de competència similars als tiradors en primera persona, on el jugador ha de vèncer als opositors d'intel·ligència humana o artificial.
Subgèneres i tipus de vehicles
Rollings i Adams assenyalen que "la gran majoria dels simuladors de vehicles són simuladors de vol i simuladors de conducció (en general, competició automobilística)". [2] No obstant això, aquest gènere inclou qualsevol joc que crea la sensació de conduir o volar un vehicle, incloses les varetes màgiques en els jocs de Harry Potter. Exemples més comuns inclouen simulacions de trens de conducció, naus espacials, vaixells, tancs i altres vehicles de combat.

### Simulacions navals
La majoria de les simulacions d'embarcacions són de "canonades de motor o motos d'aigua". La jugabilitat difereix de conduir un automòbil a causa del mitjà fluid, que afecta el canvi. Aquests jocs impliquen la competició a través d'un curs marcat per boies, amb algunes pistes que permeten al jugador fer salts. Les simulacions de navegació són poc freqüents, ja que la complexitat del control d'un veler fa una crida exclusiva a un mercat especialitzat. No obstant això, hi ha hagut un mercat creixent després que Nadeo presentés els seus jocs de Skipper Virtual. Un altre popular joc de navegació és Sail Simulator 2010. Aquests dos jocs es poden jugar en línia contra altres navegants del món.
Aquesta categoria inclou simulacions submarines, que normalment se centren en activitats submarines antigues, com ara torpedes de trets en vaixells de superfície. Les simulacions de vaixells de guerra són més rares. A causa de la seva velocitat lenta, jocs com Harpoon, Command: Modern Air Naval Operations i Dangerous Waters simulen una guerra naval que involucra a flotes senceres.

### Simuladors sobre el camp (Agraries)
Els simuladors agrícoles com la sèrie Farming Simulator ofereixen diferents nivells d'atenció agrícola des de la producció agrícola fins a la ramaderia i la síntesi de combustibles. Els vehicles utilitzats en els jocs de simuladors agrícoles consisteixen principalment en tractors, combinacions i remolcs tractors. Degut a la naturalesa de l'agricultura, sovint hi ha molts components diferents que s'afegeixen al tractor per llimar, sembrar, aigua i fertilitzar la terra.

### Simuladors de vol

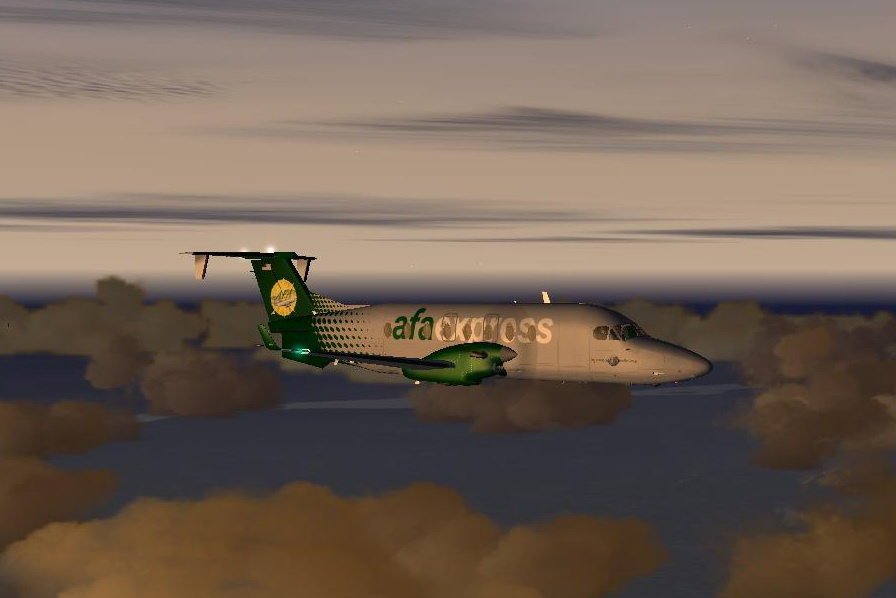
Microsoft Flight Simulator

Els simuladors de vol "tendeixen a caure en categories militars o civils".
Simulador de vol civil: FlightGear i Microsoft Flight Simulator són exemples notables d'un simulador de vol civil. Aquests jocs "poques vegades tenen condicions de victòria, tret que implementin carreres o reptes específics, com ara proves de velocitat i precisió". Tot i així, els jugadors es poden presentar amb diversos desafiaments, incloent volar a la nit o volar en condicions climàtiques adverses. Un dels reptes més difícils és aterrar l'avió, especialment durant les condicions meteorològiques adverses.
Simuladors de vol militar: els simuladors de vol militar o de combat exigeixen que els jugadors "aconsegueixin els objectius de la missió, generalment atacant avions enemics i instal·lacions terrestres". Aquests jocs depenen en gran manera de l'avió o paper simulat, on els avions de combat es comprometen en gran manera amb els avions enemics, mentre que els bombarders estan dissenyats per atacar objectius a terra. Un aspecte únic d'aquests jocs és la capacitat de veure objectius en terra o veure l'acció des de la perspectiva d'una bomba o míssil. Els jugadors sovint s'enfronten a una sèrie de missions amb objectius primaris i secundaris, i la victòria s'aconsegueix mitjançant la combinació d'objectius. Molts jocs també concediran diferents nivells de victòria basant-se en quants objectius s'hagin acabat, o quant de temps o danys el jugador va prendre.

### Jocs de carreres
Els videojocs de carreres "tendeixen a caure en categories de carreres organitzades i carreres imaginàries".
Simulacions de carreres: els simuladors de carreres organitzats intenten "reproduir l'experiència de conduir un cotxe de carreres o una moto en una classe de carreres existent: Indycar, NASCAR, Fórmula 1, etc." Aquests jocs es basen en la vida real per dissenyar el joc, com ara el tractament del combustible com a recurs, o el desgast dels frens i els pneumàtics del cotxe. Els danys es modelen sovint com una única variable, amb simulacions més precises que modelen el dany a diferents àrees del cotxe amb diferents conseqüències. A banda de provar de guanyar carreres sense caure, els jugadors guanyaran diners en premis que poden gastar en l'actualització del seu cotxe de carreres.
Jocs de carreres d'arcade: els jocs de carreres menys realistes, de vegades anomenats jocs de carreres imaginaris o d'arcade, impliquen "situacions imaginàries, conduint amb bogeria les ciutats o el camp o fins i tot els entorns de fantasia". Aquests jocs se centren menys en la física realista, i poden afegir altres reptes com ara recollir power-ups, conduir a través d'aros i cons, o disparar armes als jugadors rivals.

### Simuladors de naus espacials
Més informació: Simulador de vol espacial
En general, els desenvolupadors de jocs tendeixen a evitar fer simuladors de vol espacial realistes perquè es comporten massa lentament per interessar a un gran públic. Per tant, els jocs de simulació de la nau espacial són normalment jocs de ciència-ficció, com la sèrie Wing Commander. Dos contra-exemples notables són l'Orbiter i el Programa Espacial Kerbal, que tenen l'objectiu explícit de la simulació atmosfèrica i de vol espacial de manera física.

### Simuladors de tancs

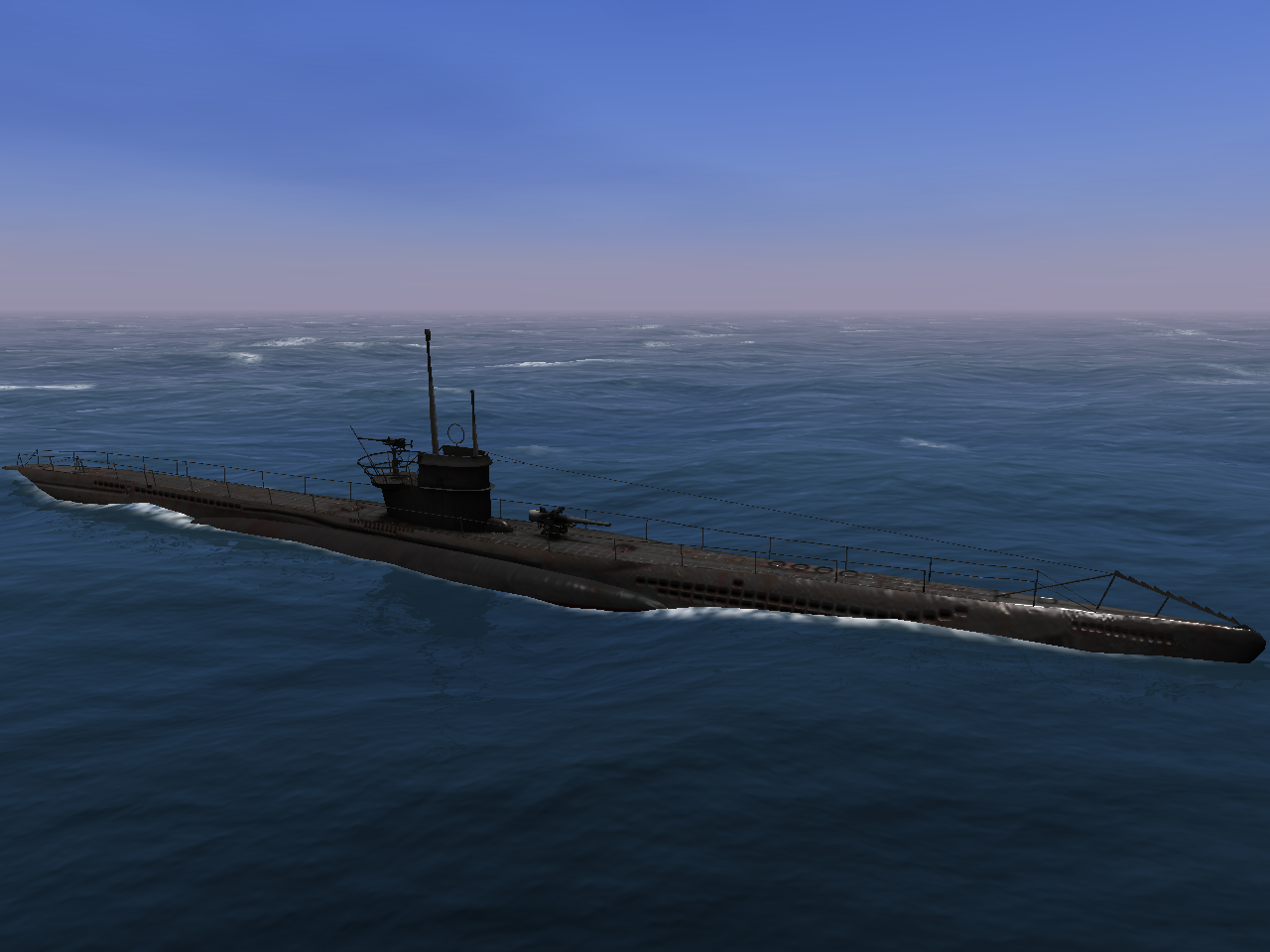
Danger from the Deep, un simulador lliure de submarins alemanys de la Segona Guerra Mundial

Els simuladors de combat vehicular inclouen simulacions de tancs i simulacions de mecha. A més de pilotar el vehicle, un element clau de la jugabilitat és controlar una torreta giratòria. Aquests jocs són poc precisos, ja que els tancs realistes són lents i tenen visibilitat limitada (com el joc de simulació en línia de la Segona Guerra Mundial), que limitaria el seu atractiu als jugadors ocasionals. Molts jocs han utilitzat mechs per atraure un públic més ampli, ja que poden afegir armes i capacitats que no estan necessàriament restringides per plataformes d'armes i tecnologies que s'assemblen a sistemes existents que actualment existeixen, cosa que atorga una llicència artística més àmplia sobre en nom dels desenvolupadors del joc.

### Joc de combat per a vehicles
Els jocs de combat per a vehicles (també coneguts com a combat de vehicles o de vehicles) solen ser jocs de vídeo o d'ordinador, on els objectius principals de la joc inclouen vehicles, armats d'armes que lluiten amb altres vehicles armats.

### Simulador de trens

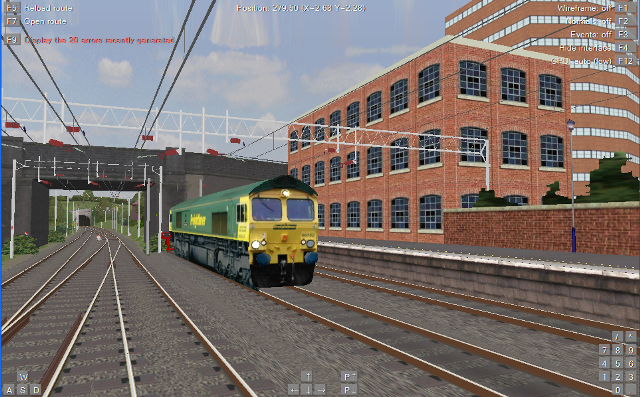
Captura de pantalla d'OpenBVE

Aquest gènere també inclou simulacions de trens de conducció. Un simulador de trens és un programa informàtic que simula operacions de transport ferroviari. Això inclou altres tipus de vehicles ferroviaris, com ara un tramvia.

### Simulador de camions
El primer simulador de camions, Juggernaut (ru), va ser llançat en 1985. Simula el tren de carretera (com a vehicle articulat) i se centra en el transport de càrrega i els problemes econòmics.
El simulador de camions és un aspecte relativament nou del gènere de simulació del vehicle, centrat en el transport de mercaderies i en l'expansió del negoci de camions del jugador, que combina elements d'un joc de simulació empresarial.
Els més coneguts són produïts per SCS Software:
- Serie 18 Wheels of Steel
- Serie Truck Simulator
  - Euro Truck Simulator
  - German Truck Simulator
  - UK Truck Simulator
  - Euro Truck Simulator 2
  - American Truck Simulator